# Saharuní
Els Saharuní (en armeni Սահարունի, en grec antic Σαρωνής) va ser una família de nakharark d'Armènia amb possessions hereditàries al Shirak, província d'Airarat, al cantó anomenat Saharunik (tocant a Shirak), centrats a la ciutat de Mren.
El primer membre de la família que es coneix va ser Zomn que dirigia la família abans del 345, any en què trobem Mushk; cap a l'any 350 apareix Isaac al que cap a l'any 369 va succeir el seu fill Bat (o Simbaci).
Bat o Simbaci Saharuní aspirava al càrrec de sparapet (general dels exèrcits) potser el 375 i va acusar Musel I Mamiconi d'aspirar al tron i de participar amb els romans a l'assassinat del rei Pap d'Armènia. El rei Varasdat el va escoltar i va invitar a Musel a un dinar on Bat Saharuní el va matar. L'assassí va ser nomenat sparapet. La casa dels Mamiconis va rebre com a cap a Vatxè Mamiconi. Tanmateix, dos germans de Musel, Manuel i Koms, que per raons desconegudes eren a la cort de Pèrsia (Faust de Bizanci diu que era una residència forçada) van escapar i van tornar a Armènia, on Vatxè va renunciar a favor de Manuel a la direcció dels Mamiconis; el nou cap va reclamar el títol de sparapet, que considerava hereditari. Els Mamiconis van aixecar els seus fidels i es van enfrontar a les forces reials i de Saharuní a Karin (Erzurum) i Manuel va posar en fugida el rei i Saharuní. Hemaiak i Artaxes, fills de Manuel, volien matar el rei Varasdat però Manuel ho va impedir i el va deixar marxar. Els Mamiconis van exercir represàlies contra els lleials al rei, entre ells Garegin Reixtuní, cunyat d'un dels Mamiconis de nom Hamazasp, que va morir assassinat, i contra Bat Saharuní i el seu fill. El fill va ser executat davant del seu pare abans de matar-lo.
A la primavera del 483 un exèrcit persa va envair Armènia sota el comandament del Hazaraft Zarmihr de la família dels Karen i governador de Sakastene (Sistan). Va creuar l'Araxes i per Artàxata va arribar a Dvin on va preparar el setge. Baanes Mamiconi va ordenar una sortida, que va causar algunes baixes, però que quasi va costar la vida al patriarca Hovhannes Mandakuni, que va ser deixat per mort però encara que ferit va poder tornar a Dvin, i hi van morir dos nakharark destacats Qadshadx Saharuní i Ordi Dimaksean.
L'any 635 el nakharar David Saharuní, que havia pres part en una conspiració a Armènia en contra dels romans d'Orient, va ser detingut pel governador Mjej Gnuní però es va poder escapar, va convèncer a les tropes romanes d'Orient (molts dels quals eren armenis) i va matar a Mjej i es va proclamar Magister Militum. Llavors va obtenir l'adhesió dels nakharark i dels funcionaris i l'emperador romà d'Orient, Heracli, es va veure obligat a acceptar els fets i va nomenar a David Curopalata càrrec que va exercir amb encert durant tres anys. L'historiador Joan el Catolicós encara afegeix que va tenir també el títol de Ishkhan d'Armènia. L'any 638 els nobles se li van girar en contra i el van destituir.
El posteriors membres, si n'hi va haver, no van tenir cap paper destacat i no són esmentats per cap font. Fos immediatament o més tard, la casa es va extingir.